# 하야시 히로유키
하야시 히로유키(일본어: 林 祐征, 1983년 10월 5일 ~ )는 일본의 전 축구 선수이다.

## 구단 경력
과거 아비스파 후쿠오카, V-파렌 나가사키, 도쿠시마 보르티스, 도치기 SC, 기라반츠 기타큐슈에서 활동하였다.